# 우샤 밴스
우샤 밴스(영어: Usha Bala Chilukuri, 1986년 1월 6일~)는 미국의 변호사이자 제50대 미국 부통령 J. D. 밴스의 아내이다. 인도계 미국인이며 힌두교도이다.